# 1995 في أستراليا
فيما يلي قوائم الأحداث التي وقعت خلال عام 1995 في أستراليا.

## سياسة

### تعيين في المنصب
- 30 يناير – جون هوارد Leader of the Opposition (Australia) [الإنجليزية]‏.
- 17 يونيو – كلير مارتن عضو الجمعية التشريعية للإقليم الشمالي ‏.
- 15 يوليو – آنا بليغ عضو المجلس التشريعي ولاية كوينزلاند.

## رياضة
- 12 نوفمبر – جائزة أستراليا الكبرى 1995 الفائز دامون هيل.

## أفلام
من الأفلام التي صدرت هذه السنة في أستراليا:
- 1 يناير – بيبي من إخراج كريس نونان.

## موسيقى

### أغاني
من الأغاني التي صدرت هذه السنة في أستراليا:
- 10 يوليو – وير إز ذا فيلنغ من غناء كايلي مينوغ.
- 16 نوفمبر – ترن إت إنتو لوف من غناء كايلي مينوغ.

## مواليد

### يناير
- 18 يناير – جاك ميلر متسابق دراجات نارية أسترالي.
- 24 يناير – كالان مكاولفي

### أبريل
- 27 أبريل – نيك كيريوس لاعب كرة مضرب أسترالي.

### يونيو
- 15 يونيو – آرثر سيسيس متسابق دراجات نارية أسترالي.

### يوليو
- 13 يوليو – دانتي إكسوم لاعب كرة سلة أسترالي.
- 25 يوليو – براندون بوريلو لاعب كرة قدم أسترالي.

### أكتوبر
- 3 أكتوبر – جاي أندريجيك لاعب كرة مضرب أسترالي.

### نوفمبر
- 1 نوفمبر – نيك دالويسيو رائد أعمال أسترالي.